# Port d'Arciat
Le Port d'Arciat est un hameau de Crêches-sur-Saône, Saône-et-Loire, situé sur les bords de Saône.

## Historique
Le Port d'Arciat est cité dès 1840, mais sa date exacte de construction reste inconnue. À noter qu’il ne s’agit pas du hameau d'Arciat, situé juste en face, qui dépend de la commune de Cormoranche-sur-Saône.
La construction du port à cet endroit s'explique par ses bords accessibles, les matériaux de construction disponibles sur le territoire de Crêches-sur-Saône, la présence d’industries sur ce côté-ci de la rive, avec des tuileries et le four à chaux.
À la fin XIXe siècle, une forte activité règne ici. Le four à chaux y possède sa propre grue, pour charger la chaux et décharger le coke, nécessaire à son activité. Il y passe aussi du vin du Beaujolais et les tuiles de François Mathey, le père du peintre et sculpteur Georges Mathey. Le port d'Arciat, est également utilisé pour le transport des voyageurs pour Lyon et Mâcon, malgré la présence du train à la fin du XIXe siècle. Un bateau à roue, nommé Le Parisien, assure la liaison.
Jusqu’en 1904, puis de 1945 à 1950, un bac est utilisé pour traverser la Saône. En 1904, le pont d'Arciat est inauguré. Entièrement détruit en 1944, il est remplacé, en 1950, par un pont provisoire, qui reste en service jusqu'en 2009. Le 11 septembre 2010, le nouveau pont d'Arciat est inauguré.
Le Port d'Arciat sert aussi de relais fluvial pour les mariniers. Le Restaurant de la Marine accueille les chevaux dès 1904, lorsque l’on pu les faire traverser par le pont ; le chemin de halage se trouve sur l’autre rive. Georges Mathey, originaire du Port d'Arciat, a réalisé quelques menus pour cet établissement. Ce restaurant est surtout connu, jusque dans les années 1960, pour sa guinguette et ses bals du samedi soir. Durant la Seconde Guerre mondiale, ses propriétaires ont caché le général de Lattre de Tassigny après son évasion de la prison de Riom.

### De Lattre de Tassigny au Port d'Arciat
Le 11 novembre 1942, à la suite de l’invasion de la zone libre par l’armée allemande, le général de Lattre de Tassigny, commandant la 16e division à Montpellier, refuse l'ordre de ne pas combattre donné par le gouvernement de Vichy et ordonne à ses troupes de résister. Cela lui vaut d'être condamné à dix ans de prison et enfermé la maison d'arrêt de Riom,.
Il parvient à s'évader le 3 septembre 1943, avec le concours de sa femme, de son fils, et de Louis Roetsch,,, puis avec l'aide de la Résistance, le réseau « Gallia »,. Il est alors pris en charge par la filière de Manziat (Ain), responsable du terrain clandestin « Aigle », prairie de Vésines, où avaient lieu des atterrissages et départs (huit durant la guerre).
Pris en charge, le 8 octobre, par le chef du réseau SAP (Section atterrissage parachutage de la zone Sud), Henri Rivière, le général, qui se cache sous le pseudonyme « Charles Dequenne », « instituteur libre », quitte Lyon pour Manziat,. Ils arrivent en fin de soirée chez Aimé Broyer, dit « Mémé », boucher-charcutier du village et responsable du terrain « Aigle » dans la Résistance. Ils se rendent au lieu d'atterrissage, où ils retrouvent Eugène Claudius-Petit, membre fondateur du Conseil national de la Résistance, ainsi que d'autres candidats au départ pour Londres. Mais le départ, annoncé à la radio clandestine par : « Achille a 68 ans aujourd’hui. », est finalement annulé pour cause de brumes. Le général et ses compagnons sont alors emmenés chez des amis de Broyer, les époux Damiens, qui tiennent le Restaurant de la Marine au port d’Arciat, fermé en ces temps de guerre. De Lattre et ses compagnons y restent jusqu'au 10 octobre, jour où ils sont conduits à Pont-de-Vaux, à l'hôtel restaurant Le Raisin, où ils se cachent jusqu'au 16 octobre. Ce jour-là, la radio clandestine diffuse le message attendu : « De Carnaval à Mardi gras, il possède un œil de lynx ». Le 17 octobre 1943, le bombardier léger Hudson de la RAF, piloté par Hugh Verity, avec Philippe Livry-Level comme navigateur, atterrit sans encombre à une heure du matin.
Le général s’envole enfin pour Londres, puis Alger où il arrive le 20 décembre 1943,,.
Il prend ensuite le commandement de l'armée B à Alger, où il prépare le débarquement de Provence qui a lieu le 15 août 1944. Avec son armée « Rhin et Danube », il libère ensuite Lyon, Mâcon, Chalon, Belfort, participe à la libération de l'Alsace, pénètre en Allemagne et prend Karlsruhe, la Forêt-Noire, Stuttgart, puis Ulm sur le Danube. La campagne s'achève à l'Arlberg, en Autriche. C’est lui, enfin, qui reçoit au nom de la France la capitulation allemande, le 8 mai 1945 à Berlin, au côté du général Eisenhower.